# Ernst Pistulla
Ernst Pistulla (Goslar, 28 novembre 1906 – Berlino, 3 marzo 1945) è stato un pugile tedesco.

## Palmarès

### Olimpiadi
- Argento a Amsterdam 1928 nei pesi mediomassimi.